# Exerodonta juanitae
Exerodonta juanitae är en groddjursart som först beskrevs av John Otterbein Snyder 1972.  Exerodonta juanitae ingår i släktet Exerodonta och familjen lövgrodor. IUCN kategoriserar arten globalt som sårbar. Inga underarter finns listade i Catalogue of Life.